# جونلین ایر ترانسپورت
جونلین ایر ترانسپورت (به انگلیسی: Jhonlin Air Transport) یک شرکت هواپیمایی است که در تاریخ ۲۰۱۱ میلادی تأسیس شده است. دفتر مرکزی جونلین ایر ترانسپورت در بانجارماسین، اندونزی واقع شده‌است و قطب این شرکت هواپیمایی در فرودگاه سیامسودین نور قرار دارد و به ۴ مقصد، پرواز مستقیم انجام می‌دهد.